# 덕창
덕창(德昌, ?~?)은 고구려의 승려이다.

## 생애
고구려의 승려인 그는 신라에서 첩자로 활동하다 김춘추가 고구려에 억류되어 60여 일이 되도록 돌아오지 않자 김유신이 군사를 일으키려 한다는 사실을 알고 고구려 보장왕에게 이 사실을 알렸다. 이에 고구려는 후한 예로써 대접하고 그를 신라로 돌려보냈다.